# Extrusanus ovatus
Extrusanus ovatus är en insektsart som beskrevs av Sanders och Delong 1920. Extrusanus ovatus ingår i släktet Extrusanus och familjen dvärgstritar. Inga underarter finns listade i Catalogue of Life.